# نوگاتوتا
نوگاتوتا (به لاتین: Nugatota) یک منطقهٔ مسکونی در سری‌لانکا است که در استان مرکزی (سری‌لانکا) واقع شده‌است.